# Vandellòs i l’Hospitalet de l’Infant
Vandellòs i l’Hospitalet de l’Infant település Spanyolországban, Tarragona tartományban. Vandellòs i l’Hospitalet de l’Infant L'Ametlla de Mar, Tivissa, Pratdip és Mont-roig del Camp községekkel határos. Lakosainak száma 7104 fő (2024).

## Népesség
A település népessége az elmúlt években az alábbi módon változott:
| Lakosok száma | 1787 | 2408 | 2028 | 1941 | 4129 | 5008 | 5839 | 6050 | 6482 | 7104 |
|               | 1857 | 1910 | 1940 | 1965 | 1991 | 2005 | 2010 | 2015 | 2019 | 2024 |